# Spechtmühle

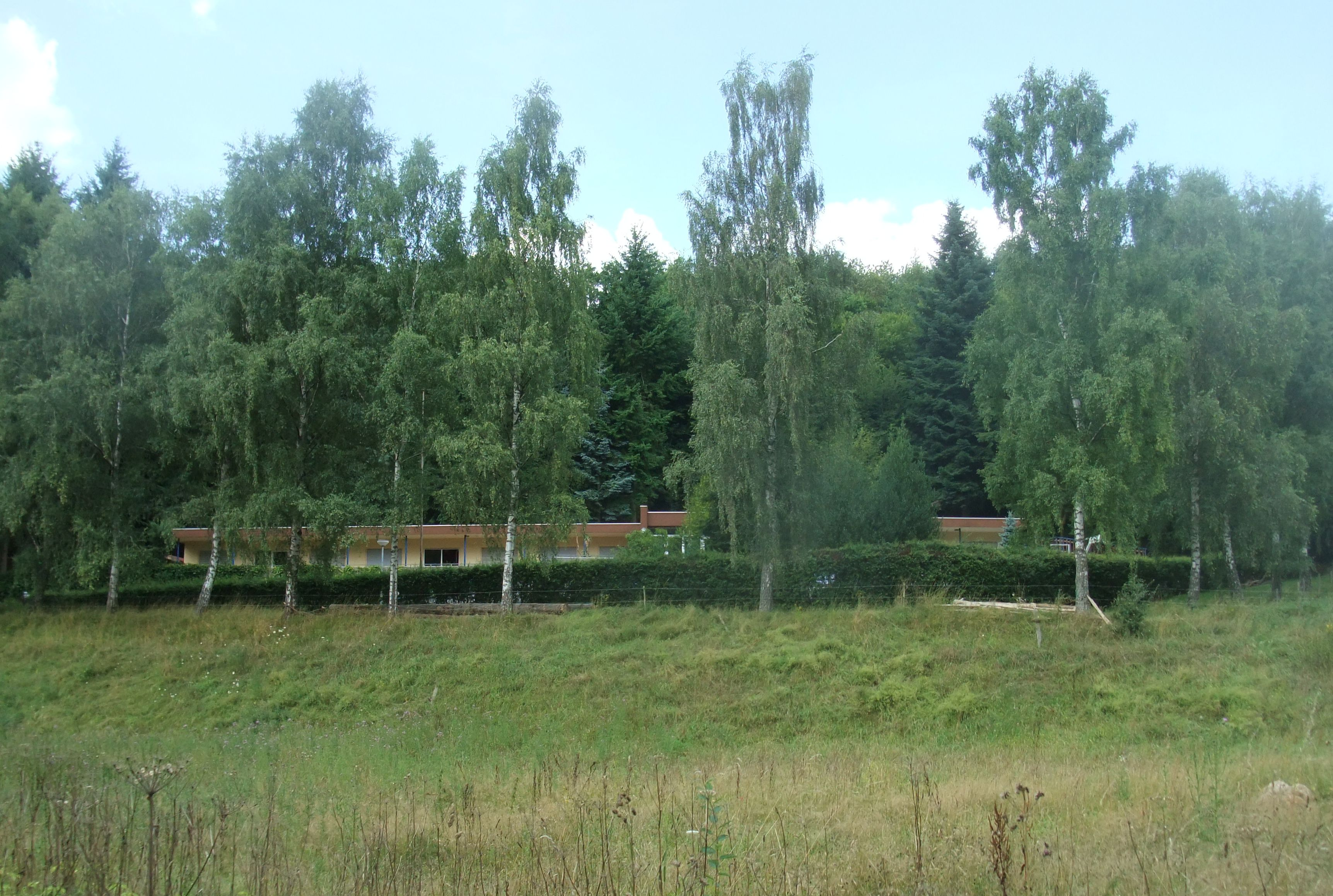
Spechtmühle

Die Spechtmühle bezeichnet eine ehemalige Mühle links des Lorscheider Baches in der Nähe des Ortes Lorscheid im Landkreis Trier-Saarburg, Rheinland-Pfalz. Sie ist zugleich Namensgeberin einer dort rechts des Baches angesiedelten Jugendhilfeeinrichtung.
Aus dem 18. Jahrhundert sind Bewohner der Spechtmühle überliefert. Die Mühle wurde im Jahre 1842 neu erbaut und verfiel später. 
Nach Meyers Orts- und Verkehrslexikon hatte die Mühle 1912/1913 sechs Einwohner.
In den 1960er Jahren errichtete die Landeszentralbank Rheinland-Pfalz in unmittelbarer Nähe ein Gebäude mit Bunker zur Aufbewahrung von Währungsreserven, das Ende der 1980er Jahre nicht mehr benötigt wurde. Das Gebäude wurde verkauft und dient heute der systemisch integrativen Jugendarbeit.